# Technische Hilfeleistung

Ordnung des Einsatzraumes, insbesondere bei einer Technischen Hilfeleistung (Verkehrsunfall)

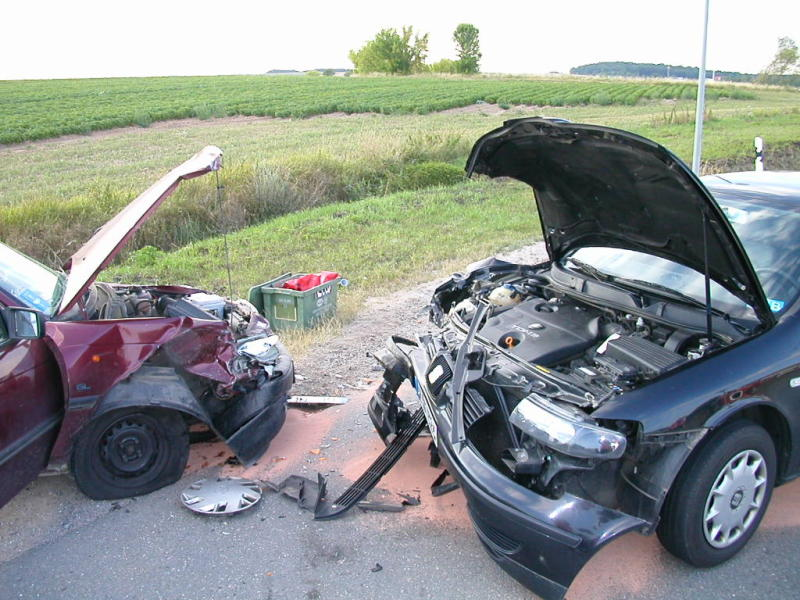
Ein Beispiel: Verkehrsunfall mit auslaufenden Betriebsmitteln

Als Technische Hilfeleistung (TH abgekürzt) werden in Deutschland „Maßnahmen zur Abwehr von Gefahren für Leben, Gesundheit oder Sachen“ bezeichnet, „die aus Explosionen, Überschwemmungen, Unfällen und ähnlichen Ereignissen entstehen und mit den entsprechenden Einsatzmitteln durchgeführt werden“. Technische Hilfe in diesem Sinne wird insbesondere von den Feuerwehren und dem Technischen Hilfswerk (THW) geleistet und umfasst in der Praxis all jene Einsätze, die sich nicht oder nicht nur auf das Verwenden von Löschmitteln bzw. die Leistung notfallmedizinischer Hilfe beschränken und bei denen Aggregate, Maschinen oder technisches Wissen bereitgestellt werden. Als technische Hilfeleistung zählt also schon das Bereitstellen von elektrischem Strom.

## Einsatzschwerpunkte
Der Einsatzschwerpunkt der Feuerwehren hat sich in den vergangenen Jahrzehnten zunehmend in Richtung technischer Hilfeleistungen verschoben. Beispiele für diese Einsatzkategorie:
- Patientengerechte Rettung
- Bergung verunfallter Fahrzeuge
- Rettung von Personen über Drehleiter (Tragehilfe)
- Tierrettung und Schutz der Öffentlichkeit vor Gefahren durch Tiere
- Beseitigung und Vermeidung von Sturmschäden
- Hilfeleistung bei Überschwemmungen
- Hilfeleistungen im Katastrophenfall
- Türöffnungen, falls anderweitiger Zutritt nicht möglich ist
- Gefahrguteinsätze, u. a. Abdichten, Aufnehmen und Sichern gefährlicher Stoffe
- Strahlenschutz
- Beseitigung von Ölspuren
- weitere Tätigkeiten, etwa im Rahmen der Amtshilfe für die Polizei u. dgl.

In Deutschland sind die Feuerwehr-Dienstvorschriften 1 und 3 („Grundtätigkeiten im Lösch- und Hilfeleistungseinsatz“ und „Einheiten im Lösch- und Hilfeleistungseinsatz“) die Grundlage für die technische Hilfeleistung. Hierzu rückt die Taktische Einheit mit einem Fahrzeug aus, das die entsprechende technische Beladung für die Aufgabe besitzt. Die speziell für diesen Tätigkeitsbereich vorgehaltenen Sonderfahrzeuge sind die Rüstwagen (RW), die Hilfeleistungslöschgruppenfahrzeuge (HLF) und die Vorausrüstwagen. Oftmals werden weitere Fahrzeuge zum Einsatz mitgeführt. In der Regel werden dann bei der Feuerwehr ein Rüstzug oder beim THW ein Technischer Zug ausrücken.

## Historische Entwicklung

### Technische Hilfeleistung nach Unfällen

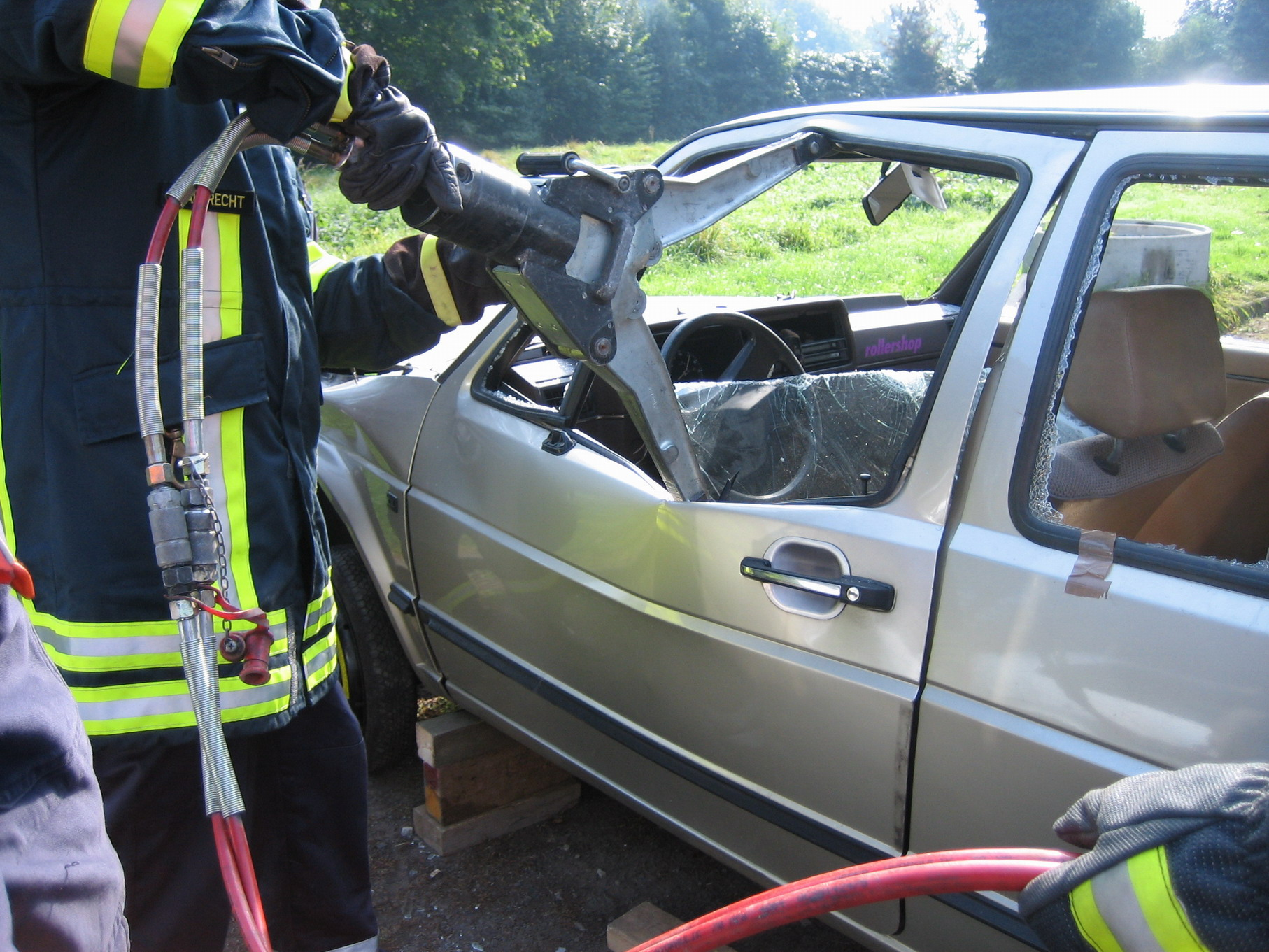
Schaffen einer Arbeitsöffnung zur Türöffnung mit einem Spreizer

Die technische Hilfeleistung war in Deutschland ursprünglich keine originäre Aufgabe von vielen Feuerwehren, wohl aber die des THW. Als durch die rasant steigende Zahl neu zugelassener Kraftfahrzeuge ab den 1950er Jahren und die gleichzeitig noch unterentwickelte passive Sicherheit der Automobile die Zahl der Verkehrsunfälle und der beteiligten Unfallopfer enorm anstieg, wurde fast überall im mitteleuropäischen Raum den Feuerwehren die Aufgabe der „Unfallrettung“ übertragen.
Die technische Rettung erfolgte zunächst vielerorts mit mechanischem Rettungsgerät, über Jahre hinweg auch mit Trennschleifern. Erst die Verbreitung hydraulischer Rettungsgeräte ermöglichte eine schonende, präzise einsetzbare, funkenfreie und lärmarme Rettungstechnik. Unter dem Stichwort patientengerechte Rettung erfuhr die schonende und sorgsam koordinierte Befreiung eingeklemmter Personen in diesem Zuge maßgebliche Beachtung bei den beteiligten Institutionen und aktiven Helfern. Die Bergung verunfallter Fahrzeuge erfolgt teils auch unter Zuhilfenahme privater Bergungsunternehmen als Verwaltungshelfer.

### Technische Hilfeleistung bei Unwetterlagen

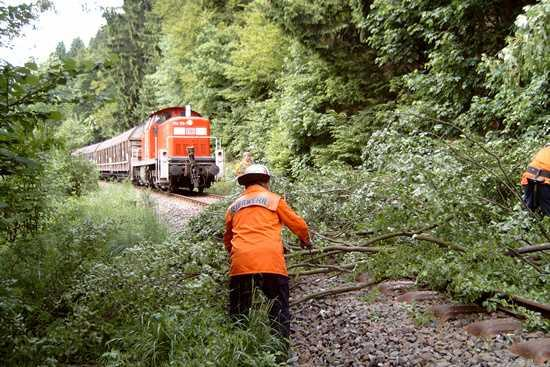
Beseitigung von Sturmholz

Die mangelnde schnelle und flächendeckende Verfügbarkeit von Kräften, etwa der Gartenbau-, Forstämter oder vergleichbarer Institutionen, machte es notwendig, den Feuerwehren und anderen Behörden und Organisationen mit Sicherheitsaufgaben die notwendigen Hilfeleistungsmaßnahmen zu übertragen, die sich aus wetterbedingt umgestürzten oder zu fallen drohenden Bäumen ergeben.
Hierzu werden hauptsächlich die Sicherung der Einsatzstelle, notwendigenfalls die Ausleuchtung der Einsatzstelle, die Beurteilung der Bedrohungssituation und die entsprechende Beseitigung bzw. Sicherung der Bäume gezählt. Um dieser Aufgabe gerecht werden zu können, hat die öffentliche Hand Feuerwehren und – in Deutschland – der Bund das THW mit entsprechend einsetzbarem Material ausgestattet. Dazu gehören unter anderem Motorkettensägen der mittleren Leistungsklassen. Daneben gehört auch das Auspumpen von vollgelaufenen Keller(wohnungen), Tiefgaragen und Ähnlichem zum Spektrum der technischen Hilfeleistung bei Unwetter. Hierzu werden beispielsweise Tauchpumpen und Turbotauchpumpen eingesetzt.

### Technische Hilfeleistung im Verteidigungsfall
Der Zivilschutz rückte mit Beginn der Bedrohungssituation des Kalten Krieges besonders in den Blickpunkt der öffentlichen Gefahrenprävention und -abwehr. In vielen europäischen Ländern wurden Institutionen geschaffen, die für die bestmögliche Vorsorge und Krisenintervention mit technischem Gerät ausgestattet wurden. Die zu erwartenden Zerstörungen gerade beim Einsatz moderner Waffen – insbesondere Atombomben – lassen entsprechende Vorsorge zwar seither stets als Kompromiss zwischen nötigem und finanziell bzw. logistisch machbarem Aufwand erscheinen, jedoch wird bis heute erhebliches Material und Personal für die entsprechenden Zwecke vorgehalten.
Es erfolgt aufgrund der monetären Machbarkeitsfrage eine stärkere Ausrichtung an wahrscheinlicheren Katastrophenfällen, die nicht konfliktbedingt sind. In Deutschland kommt hierbei neben den Feuerwehren dem THW besondere Bedeutung zu.

## Verwendung des Begriffes in Österreich
In Österreich bezeichnet der Begriff technische Hilfeleistung die privatrechtliche Hilfeleistung einer Feuerwehr (z. B. der Abtransport eines verunfallten Fahrzeugs, Baumschneiden). Bei Einsätzen gem. Gefahrenpolizei wird von einem technischen Einsatz gesprochen.